# Business to business (Internet)
Pour les articles homonymes, voir Business to business, B2B et BtoB.
Le business to business (B2B ou BtoB, prononcé [biː.tuː.biː], CEEE ou C3E pour commerce électronique entre entreprises) est le nom donné à l'ensemble d'architectures techniques et logicielles informatiques permettant de mettre en relation des entreprises entre elles (et non des particuliers), dans un cadre de relations clients/fournisseurs.
Ceci se fait notamment au travers du site web de l'entreprise étendue, de l'extranet ou de Services Web. L'intranet de l'entreprise est connecté aux intranets des fournisseurs, des sous-traitants, des clients, des distributeurs et des partenaires.
L'objectif du BtoB est la collaboration entre entreprises :
- en branchant en direct l'entreprise sur son environnement économique ;
- en traçant les produits et en supervisant les opérations sur la totalité de la chaîne ;
- en accédant à des communautés globales pour acheter ou vendre.

Il est opposable à Business to consumer (BtoC ou B2C).

## Segmentation ducommerce interentreprises
La distinction entre PME et Grands Comptes (ou filiales de grands groupes) est fondamentale en matière de solvabilité et d’exigence de ROI. En effet, les petits clients sont souvent les plus exigeants. Et dans les grands comptes, la problématique en BtoB est de parvenir à comprendre les réseaux d’influence et les processus décisionnels en place, pour contacter les bonnes personnes à chaque étape du cycle de vente.
On peut distinguer trois principaux processus d’achat suivant les types de clients professionnels :
- le BtoB de grande diffusion, qui s’adresse à un grand nombre de professionnels, notamment les micro-entreprises ;
- le BtoB récurrent, qui se caractérise par une relation continue entre le fournisseur et son client. L’objectif est d’optimiser les processus de relation commerciale sur une longue durée ;
- le marketing de projets ou d’affaires, qui se caractérise par une relation non continue mais suivant des procédures d’achats longues et complexes et impliquant un grand nombre d’acteurs dans la prise de décision.

## Poids de l'e-commerce B2B en France
Selon la Fevad et l'INSEE, l'e-commerce B2B (hors EDI) se serait stabilisé à environ 50 milliards d'euros en France depuis 2006.

Concernant la publicité à destination des professionnels en BtoB, il est pertinent de garder à l’esprit les données INSEE selon lesquelles l’effectif total des entreprises de plus de 5000 salariés est équivalent à celui des PME de 10 à 50 salariés .

## Domaines importants du B2B
Les clients professionnels et les consommateurs privés ont des attentes différentes pour des relations commerciales fructueuses. Les clients B2B ont des connaissances approfondies en raison de leurs liens avec l'industrie. Par conséquent, il est raisonnable de s'attendre à ce que l'interlocuteur ait une compréhension approfondie de l'industrie et des produits, et qu'il connaisse les termes techniques efficaces du marché. De plus, en B2B, construire des relations solides et durables avec les clients est plus important qu'en B2C. En fait, vous avez généralement affaire à des employés qui sont responsables de l'achat de toute l'entreprise. Cela signifie que chaque client B2B génère généralement un chiffre d'affaires plus élevé que les clients du secteur B2C.
Si vous souhaitez répondre aux attentes particulières de l’entreprise de votre client, vous devez adapter les différents domaines de votre entreprise aux processus B2B. Ceci s’applique en particulier aux départements des ventes, de l’assistance à la clientèle et du marketing.

### Ventes B2B
Le personnel de vente est responsable de la gestion des devis et des ventes de produits. Une fois l'achat terminé, il est très important d'envoyer le produit au client rapidement et sans erreur ou de fournir le service de manière directe. Jusqu'à présent, les principes du B2B et du B2C sont les mêmes. Contrairement au B2C, les vendeurs B2B doivent avoir une compréhension approfondie des produits ou services, car les connaissances de base ne suffisent pas. En outre, l'acquisition de clients nécessite différentes compétences générales: B2C s'attend à établir rapidement de nombreuses relations clients, tandis que B2B s'engage à maintenir des clients stables, y compris par le biais de contacts personnels.
Un commercial B2B doit préparer spécifiquement ses contacts, anticiper leurs besoins et pouvoir communiquer avec eux sur un pied d'égalité. Idéalement, il traitera avec la même personne dans les prochaines années. Au contraire, le nombre de clients dans le domaine B2C est généralement trop important pour accueillir tout le monde. Plus important encore, les employés B2C doivent avoir les connaissances nécessaires pour répondre aux questions des clients.